# Лидьили
Лидьили — один из бенуэ-конголезских языков. Относится к юговосточно-платоидной группе центральнонигерийских языков. Распространён в Нигерии (50 тыс. носителей по данным 1985), штат Насарава, районы Аве и Лафиа.
Письменность базируется на латинской основе: A a, Ã ã, B b, C c, D d, Dz dz, E e, Ẽ ẽ, Ɛ ɛ, Ɛ̃ ɛ̃, F f, G g, Gb gb, H h, I i, Ĩ ĩ, J j, K k, Kp kp, L l, M m, Mb mb, Mv mv, N n, Nm nm, Nw nw, Ny ny, O o, Õ õ, Ɔ ɔ, Ɔ̃ ɔ̃, P p, R r, S s, Sh sh, T t, Ts ts, U u, Ũ ũ, V v, W w, Y y, Z z, Zh zh.